# La singolarità è vicina
La singolarità è vicina è un saggio pubblicato da Raymond Kurzweil nel 2005, in cui viene esposta la tesi secondo cui la singolarità tecnologica si verificherà nell'arco della prima metà di questo secolo.
È un aggiornamento del 2005 ai libri di Raymond Kurzweil L'era delle macchine spirituali (1999) e L'era delle macchine intelligenti (1990). In esso, come nei due libri precedenti, Kurzweil tenta di fornire al lettore uno sguardo su cosa ci aspetta nel prossimo futuro. L'autore discute della prossima "singolarità tecnologica", e di come essa ci permetterà di migliorare i nostri corpi e le nostre menti attraverso la tecnologia.
Egli descrive la singolarità come un fenomeno risultante dalla combinazione di tre importanti tecnologie del XXI secolo: la genetica, la nanotecnologia e la robotica (che include l'intelligenza artificiale).
I quattro postulati centrali del libro sono i seguenti:
1. Un punto tecnologico-evolutivo noto come "singolarità" esiste sotto forma di un traguardo raggiungibile per l'umanità.
2. Attraverso la "legge dei ritorni acceleranti", la tecnologia progredisce attraverso tale singolarità ad un tasso esponenziale.
3. La funzionalità del cervello umano è quantificabile in termini di tecnologia che possiamo costruire nel prossimo futuro.
4. I progressi medici rendono possibile per un numero significativo di persone della sua generazione (Baby boomer) di vivere abbastanza affinché la crescita esponenziale della tecnologia intersechi e sorpassi la capacità di calcolo del cervello umano.

Il ragionamento speculativo di Kurzweil e l'uso selettivo di indicatori di crescita è stato pesantemente dibattuto e messo in dubbio. (vedi Critiche alla Singolarità Tecnologica). In risposta a ciò, nell'ultimo capitolo del volume, egli fornisce delle risposte ad alcune delle critiche ricevute.

## Postulati

### Accettazione e tensione verso l'idea di vivere per sempre
Kurzweil sostiene che il balzo tecnologico-evoluzionistico noto come "la Singolarità" sarà riconosciuto come un obiettivo raggiungibile per l'umanità. Kurzweil riconosce che il credere nella singolarità promuova il cambio di paradigma necessario per il suo avanzamento. Promuovendo la "verità" della sua venuta, attraverso predizioni che sembrano rimarchevoli al momento, ma inevitabili dopo il fatto (una rete globale di computer, un computer che batta il campione di scacchi, etc.), la popolare serie di libri di Kurzweil rinforza cioè la fede nel fatto che una singolarità sia inevitabile.

### La Legge dei ritorni acceleranti
Nella sua legge dei ritorni acceleranti, e basandosi unicamente su dati empirici, Kurzweil sostiene che la tecnologia stia progredendo verso la Singolarità ad un ritmo esponenziale. Egli espande la Legge di Moore attraverso modelli che mostrano come non solo il ritorno, ma anche il tasso di ritorno stia aumentando esponenzialmente.

### Una misura oggettiva della potenza computazionale cerebrale
Kurzweil sostiene che la funzionalità del cervello sia quantificabile in numero di calcoli per pollice quadrato, moltiplicato per l'area del cervello. In questo aggiornamento, tuttavia, egli riconosce le possibilità della computazione quantistica del Microtubulo di Penrose-Hameroff (teoria Orch-Or, postulata da Roger Penrose e Stuart Hameroff) e sostiene che, anche se i suoi calcoli della capacità computazionale del cervello fossero errati di un fattore 1 miliardo, la crescita bi-esponenziale della tecnologia vi si ricollegherebbe ventiquattro anni dopo le sue proiezioni originali. La teoria Orch-Or è comunque generalmente destituita di credibilità tra i neuroscienziati.
In un articolo a confutazione[1], Stuart Hameroff asserisce che la potenza di calcolo quantico richiesta per l'autocoscienza di una macchina è di un ordine di magnitudo più grande, che può essere espresso attraverso sistemi convenzionali di misurazione computazionale. Questo argomento sembra ignorare la premessa di Kurzweil, secondo cui i ritorni acceleranti nello sviluppo delle tecnologie attuali potrebbero, in un certo lasso di tempo, superare tale barriera. Inoltre, potrebbero emergere altre tecnologie che abbassino notevolmente il tempo richiesto per raggiungere la Singolarità. In tal senso, un esempio degno di nota sarebbero forme più avanzate di calcolo quantico capaci di raggiungere una piena emulazione neurale, che su una scala abbastanza grande, potrebbero funzionare in modo equivalente a quello del cervello umano.

### Sufficienti avanzamenti medici
Kurzweil afferma che gli avanzamenti medici terranno questa generazione viva per un tempo sufficiente a che la crescita esponenziale della tecnologia intersechi e sorpassi la capacità computazionale del cervello umano. Kurzweil spiega come i nanorobot saranno eventualmente capaci di prolungare le nostre vite abbastanza a lungo da raggiungere la Singolarità. L'utilità di questo postulato medico diviene dunque una funzione di quanto tempo ci vorrà per raggiungere la Singolarità stessa.

### Struttura
Prologo: Il Potere delle Idee
Capitolo 1: Le Sei Epoche
Capitolo 2: Una Teoria dell'Evoluzione Tecnologica
Capitolo 3: Ottenere la Capacità Computazionale del Cervello Umano
Capitolo 4: Ottenere il Software dell'Intelligenza Umana
Capitolo 5: GNR (Genetica, Nanotech, Robot)
Capitolo 6: L'Impatto
Capitolo 7: Ich bin ein Singularitarian
Capitolo 8: Le Profondamente Intrecciate Promesse e Pericolosità della GNR
Capitolo 9: Risposta alle critiche
Epilogo

### Capitolo 1: Le Sei Epoche
Kurzweil definisce innanzitutto la Singolarità come un punto del futuro in cui gli avanzamenti tecnologici cominceranno ad avvenire con tale rapidità, che i normali esseri umani non riusciranno a tenerne il passo, e saranno "tagliati fuori dal ciclo". Kurzweil enfatizza che ciò avrà un effetto profondamente disarticolante sulla società umana e sulla vita di tutti i giorni, e segnerà la fine della storia umana così come la conosciamo. Al posto degli umani normali, Intelligenze Artificiali Forti e umani migliorati ciberneticamente diventeranno la forma dominante di vita senziente sulla Terra. La Singolarità avrà inizio quando verranno alla luce le Intelligenze Artificiali auto-miglioranti (programmi per computer senzienti, altamente intelligenti e capaci di ridisegnare rapidamente sé stessi e la propria progenie per migliorare le proprie prestazioni).
Alla base di tutte le idee di Kurzweil riguardo al progresso della tecnologia e la Singolarità c'è la legge dei ritorni acceleranti. La Legge postula che il progresso tecnologico avvenga esponenzialmente invece che linearmente, intendendo con ciò che ogni nuovo progresso renda possibili diversi progressi di livello più elevato invece che un singolo progresso, e coerentemente a ciò, che ogni anno un maggior numero di invenzioni e scoperte utili vengono effettuate rispetto all'anno precedente.
La legge dei ritorni acceleranti ha come conseguenza molto importante il fatto che l'estrapolazione futura delle tendenze di miglioramento tecnologico suggerisce, secondo l'analisi di Kurzweil, che tecnologie altamente avanzate arriveranno ben prima di quanto le persone che ragionano linearmente assumano. La creazione della moderna Internet ed il completamento del Progetto Genoma Umano sono esempi lampanti per illustrare questo punto. Entrambi erano progetti su più anni che si basavano sulla tecnologia informatica per raggiungere i propri obiettivi. In entrambi i casi, i critici li hanno irrisi definendoli senza speranza, dato che all'inizio entrambi si basavano su computer che avrebbero impiegato decenni per processare tutti i dati necessari. In effetti, tali critiche non avevano tenuto conto della capacità esponenziale di miglioramento delle velocità di calcolo dei computer e del rapporto prezzo/prestazioni. In questo modo, non hanno previsto che, entro pochi anni, i due progetti avrebbero avuto accesso a computer enormemente superiori, che avrebbero drasticamente accorciato i tempi di completamento.
Kurzweil sostiene l'idea secondo cui il destino dell'Universo sia quello di progredire attraverso sei differenti epoche, ognuna caratterizzata dal cambio epocale di paradigma che ha luogo dopo ognuna di esse. L'universo è già passato attraverso quattro di queste epoche e stiamo entrando nella quinta. Ogni passo indirettamente produce il successivo, attraverso l'evoluzione chimica, l'evoluzione biologica e l'evoluzione tecnologica, rispettivamente. Le Sei Epoche sono soggette alla legge dei ritorni acceleranti, che postula che ogni transizione avvenga più rapidamente della precedente. Kurzweil supporta quest'ultimo postulato attraverso i grafici logaritmici della cronologia di importanti eventi nella storia dell'Universo (ad esempio, il Big Bang, l'origine della vita, la nascita della razza umana, la creazione del primo computer).